# Béjaïa (provins)

Béjaïas provins i Algeriet

Béjaïa är en provins (wilaya) i norra Algeriet. Provinsen har 915 835 invånare (2008). Béjaïa är huvudort.

## Administrativ indelning
Provinsen är indelad i 19 distrikt (daïras) och 52 kommuner (baladiyahs).